# Beniamin z Tudeli

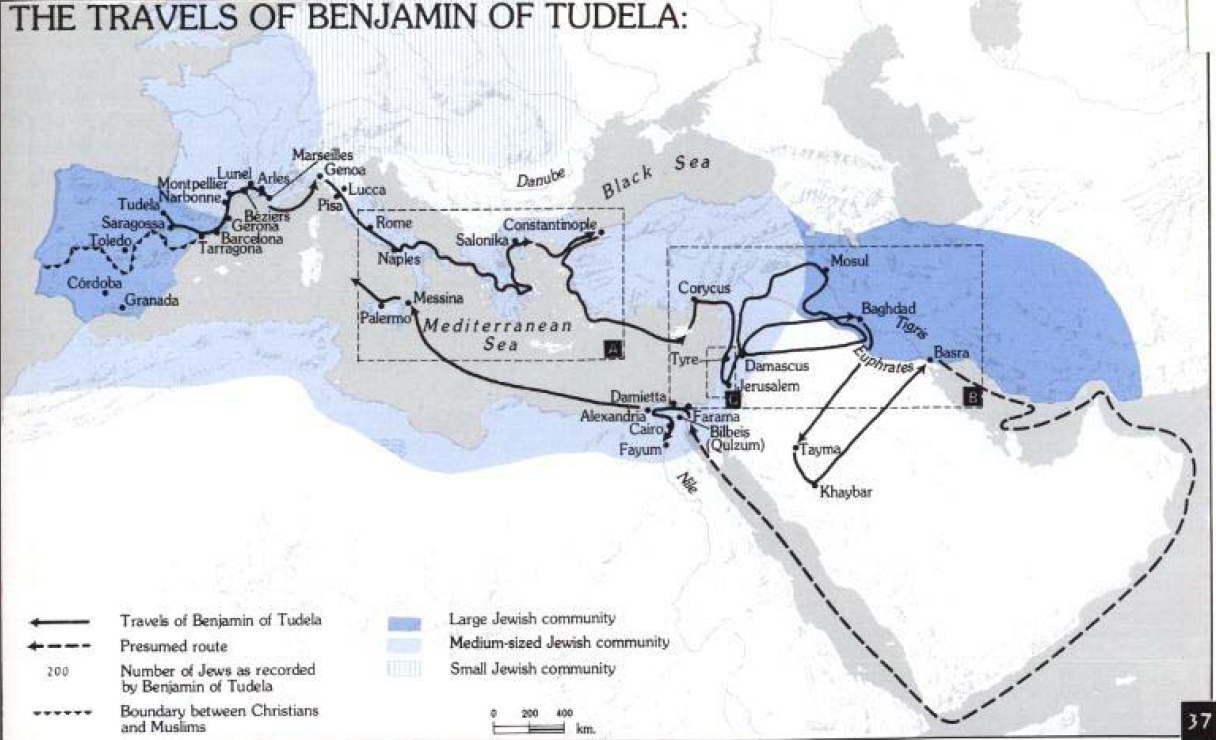
Mapa wędrówki.

Beniamin z Tudeli (ur. ok. 1127, Tudela, Nawarra, zm. 1173) – żyjący w XII wieku żydowski podróżnik. 
Pomiędzy rokiem 1159 a 1163 wyruszył w podróż do miejsc zamieszkania ludności wyznania mojżeszowego, by ustalić jej liczbę. Z Saragossy przez Katalonię udał się do południowej Francji. Stamtąd – po odwiedzeniu kilku prowansalskich miast – skierował się do Włoch. Przemierzywszy Italię z północy na południe, popłynął statkiem do Grecji i rozpoczął wędrówkę po miastach Półwyspu Bałkańskiego, potem wyruszył do Konstantynopola. Następnie udał się do Syrii, zwiedzając po drodze Rodos i Cypr.
Najwięcej czasu spędził w Palestynie. Notował nazwy miasteczek i niewielkich wsi, wizytował i spisywał także miejsca biblijne. Z Palestyny Beniamin udał się przez Arabię i Mezopotamię do Persji. W samym Bagdadzie przebywał przez trzy lata. 
Jego droga powrotna wiodła przez Arabię, Egipt, Sycylię, Włochy i południowe Niemcy, skąd przez Francję dotarł do domu. 
W jego dziele nie ma ścisłych informacji geograficznych; zbierał różne wiadomości i legendy o zwiedzanych miejscach. Jego informacje o liczebności Żydów w zwiedzanych miejscach bywają nieścisłe, gdyż np. liczbę żydowskich mieszkańców Samarkandy szacuje na 50 000 i taką samą liczbę podaje dla mniejszych miast w Persji – Hamadan i Arabii – Cheibar. 
Ze swej podróży wrócił do rodzinnego miasta w 1173 roku.